# Arenga engleri
Arenga engleri är en enhjärtbladig växtart som beskrevs av Odoardo Beccari. Arenga engleri ingår i släktet Arenga och familjen Arecaceae. Inga underarter finns listade i Catalogue of Life.

## Bildgalleri

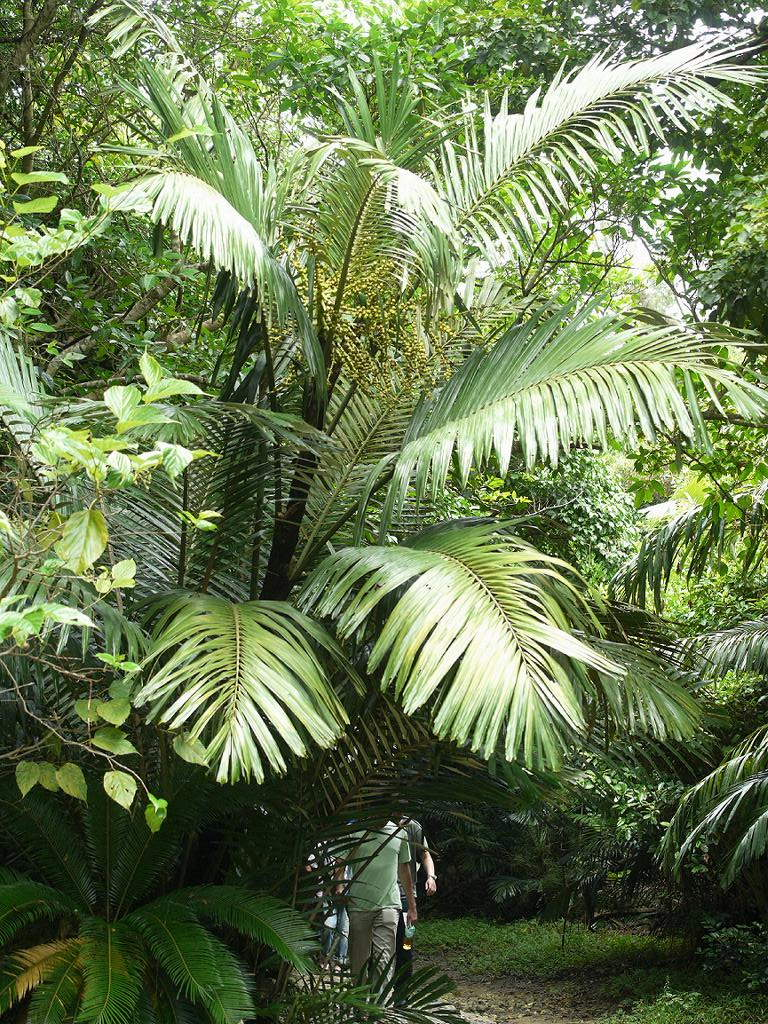
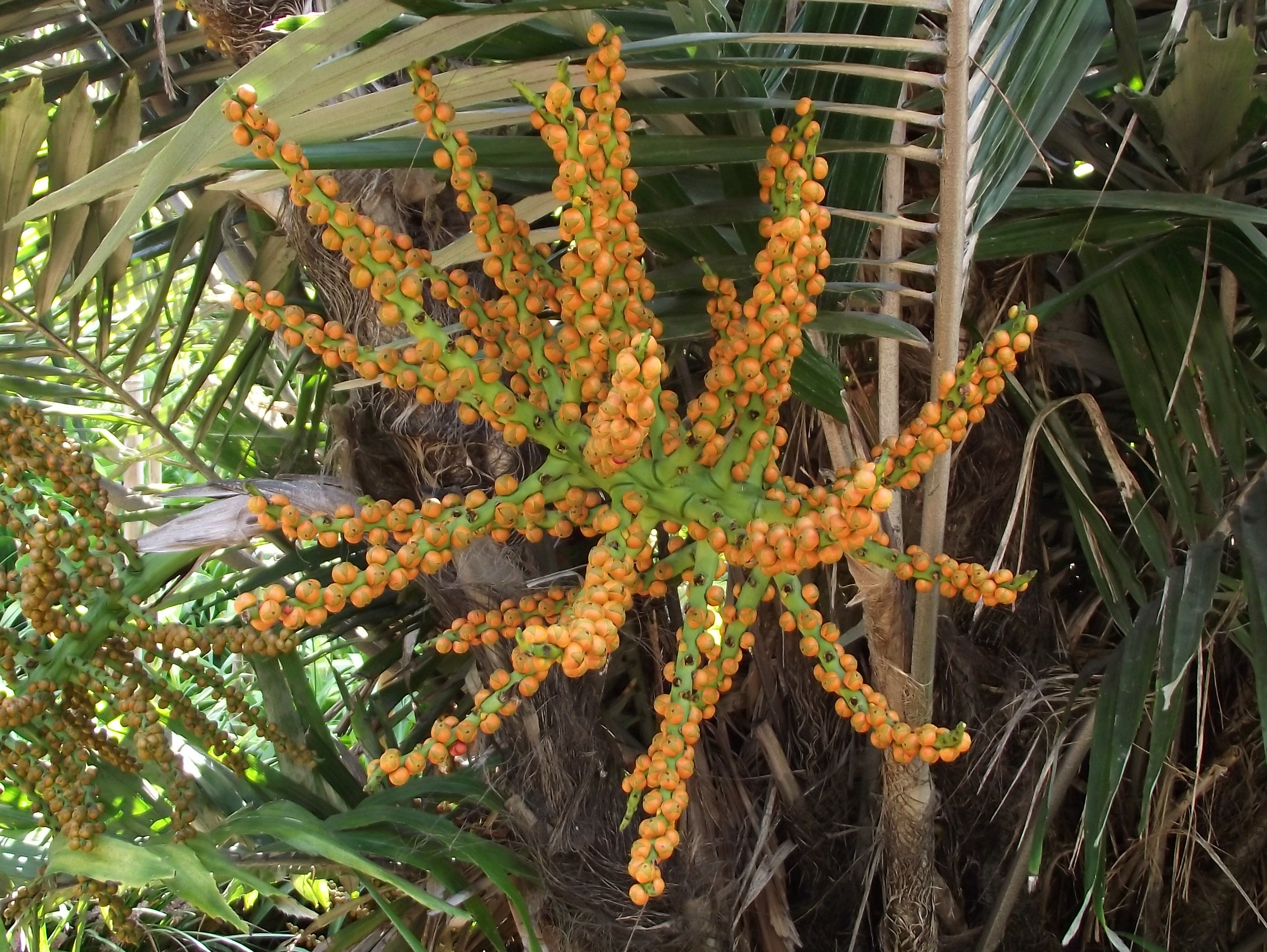
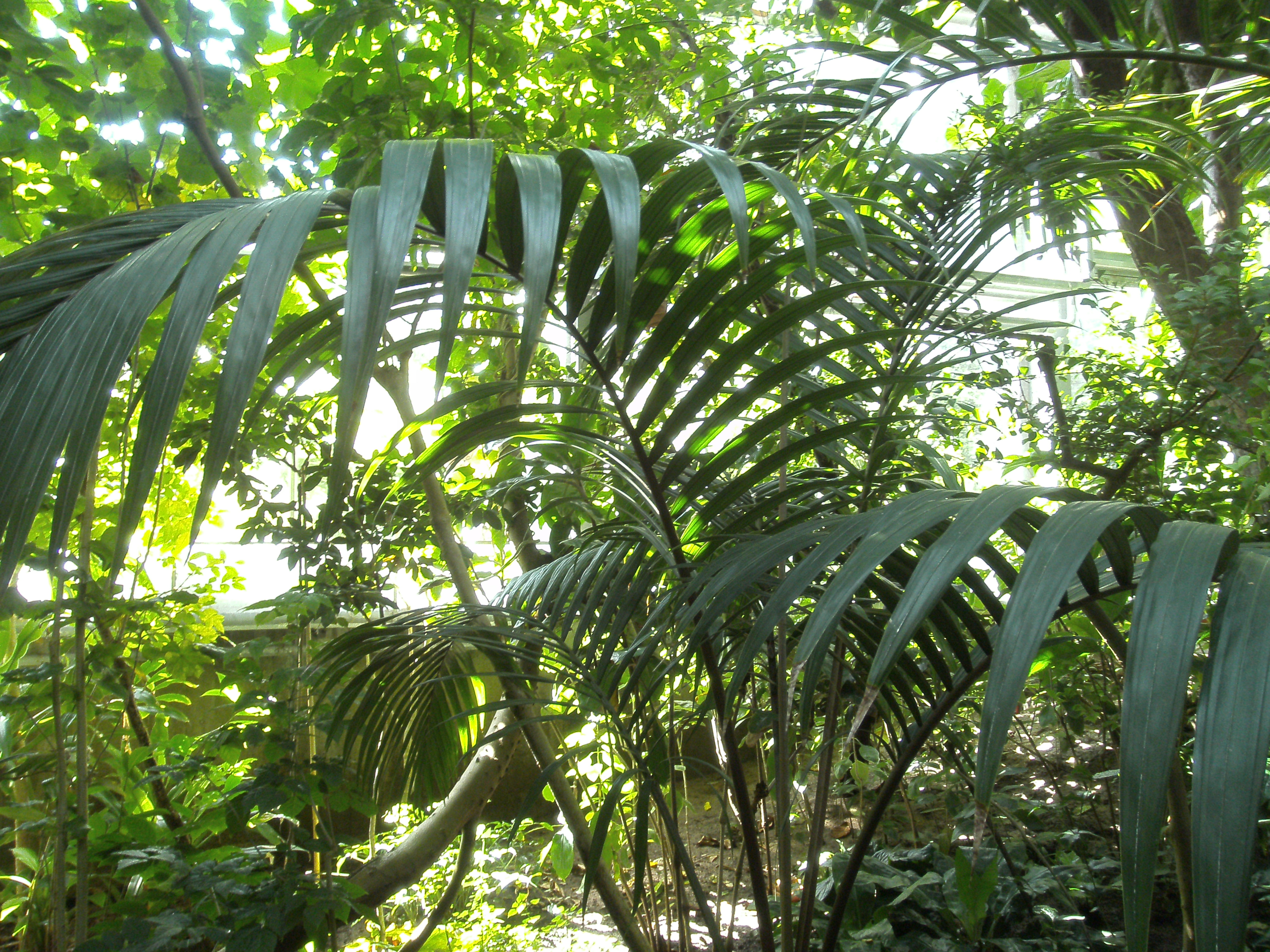